# Headstrong
Headstrong —en español: Testaruda— es el álbum debut de la cantante y actriz estadounidense, Ashley Tisdale. El material salió a la venta en los Estados Unidos y Canadá el día 6 de febrero de 2007. El primer sencillo del álbum fue la canción "Be Good To Me", realizada vía descarga digital solo en Estados Unidos el 25 de diciembre de 2006, esta misma canción fue relanzada como quinto y último sencillo del disco en Europa central el 17 de octubre de 2008. El segundo sencillo fue la canción "He Said She Said", lanzado en Estados Unidos por primera vez el 19 de diciembre de 2006 pero relanzado oficialmente el 17 de septiembre de 2007, hasta ahora es la canción más exitosa de la cantante y único sencillo certificado oro por la RIAA.
Como siguientes sencillos "Not Like That" y "Suddenly" fueron lanzados el 25 de enero y 2 de mayo de 2008, respectivamente, ambos solamente fueron lanzados y promocionados en Europa central y algunos países de América Latina. El 13 de noviembre de 2007, fue lanzado un DVD llamado There's Something About Ashley el cual contiene los videos musicales de "He Said She Said", "Not Like That" y "Suddenly", además de incluirse entrevistas y escenas adicionales de las grabaciones de los videos y la preparación del disco.
El álbum debutó en la posición número cinco de la lista Billboard 200 en los Estados Unidos y número 19 en la lista de los cuarenta álbumes más vendidos en el mundo, con ventas cercanas a las 70,000 copias en su primera semana, meses más tarde fue certificado con la categoría Oro por la RIAA, tras superar las 500.000 copias en ventas generales en ese país.
En diciembre de 2007 se lanzó además una reedición del álbum en un formato limitado, llamado Headstrong Holiday Edition, el cual contenía una edición normal del disco con una carátula de diferente de color, sumado a esto el DVD There's Something About Ashley: The Story Of Headstrong más una pulsera diseñada por Tisdale y un póster autografiado por ella misma.

## Antecedentes

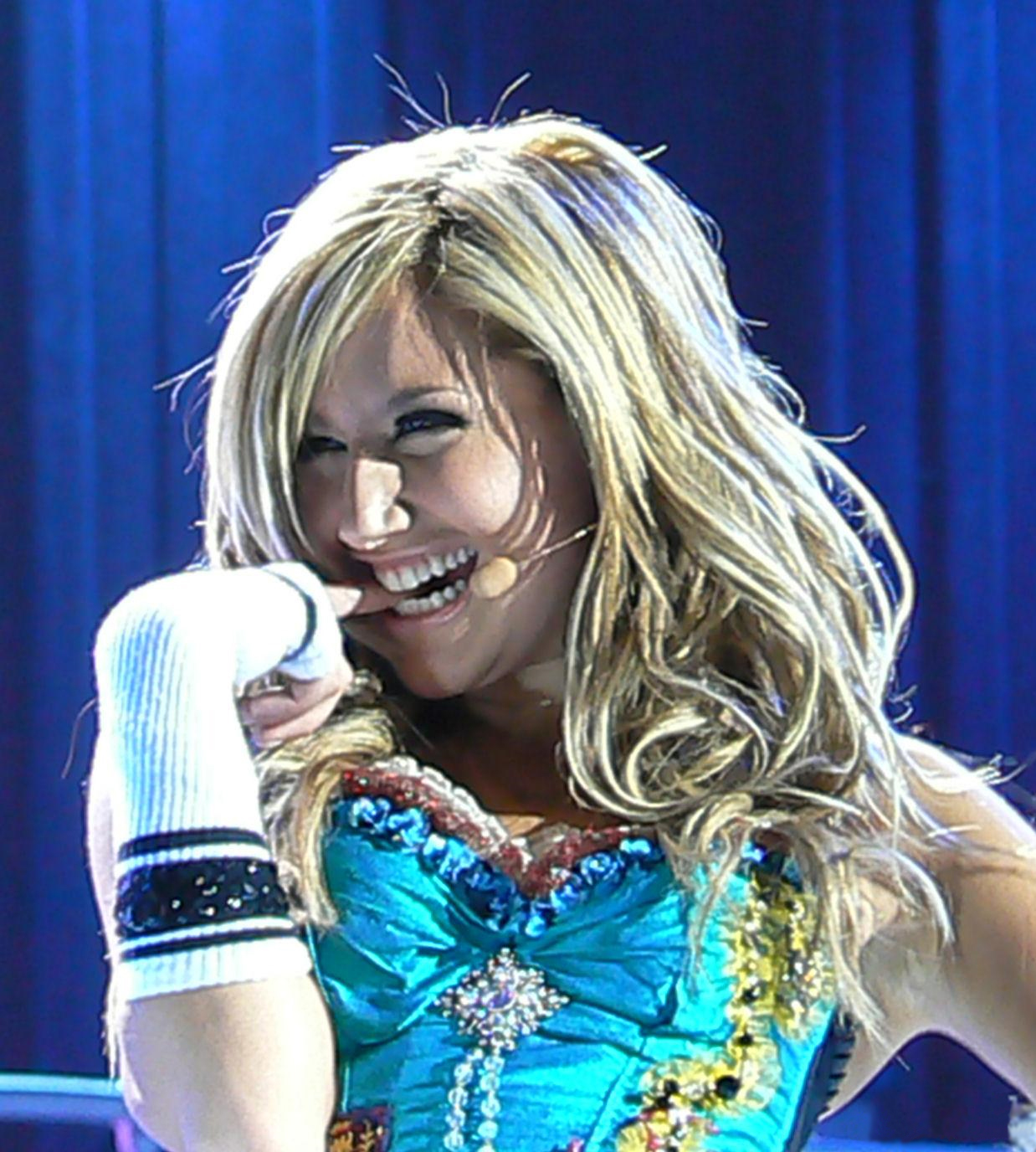
Tisdale en una de las primeras presentaciones en vivo con canciones del disco en High School Musical: The Concert

El 6 de febrero del 2007 se lanzó el álbum a través de la distribuidora Warner Bros. Records. El disco consiguió rápidamente los primeros puestos en las principales listas de ventas musicales mundiales, habiendo vendido solo en su primera semana 64.000 copias y llegando al quinto puesto del Billboard 200, A su vez el álbum esa misma semana hacía su aparición en la posición número 14 de la lista de los cuarenta álbumes más vendidos a nivel mundial con ventas cercanas alas 70,000 copias, siendo la segunda entrada más importante de la semana.
La lista de canciones en el álbum varía su cantidad según la edición del disco, en las tiendas Wal-Mart de Estados Unidos, el álbum incluye dos pistas adicionales "Who I Am" y "It's Life", la versión digital del disco a través de las tiendas iTunes, incluye tres pistas adicionales dos instrumentales correspondientes a "Be Good to Me" y "He Said She Said", más "I Will Be Me". En la edición navideña Headstrong Holiday Edition se agrega la canción "Last Christmas". El disco contiene una canción en donde Tisdale canta con el rapero y productor musical sueco David Jassy en la canción "Be Good to Me", también en la composición y voces secundarias de Kara DioGuardi en ese mismo tema y otros. Se suma a esto la aparición de las voces originales de Tata Young cantante de Pop tailandesa a la cual Tisdale realizó un cover de su exitoso tema "Zoom", acá llamada "Don't Touch (The Zoom Song)".
El primer sencillo fue "Be Good To Me", lanzado el 26 de diciembre de 2006 en las radios de Estados Unidos y por ventas digitales en iTunes un día antes, alcanzando el puesto ochenta en la lista Billboard Hot 100, luego dio paso a "He Said She Said" como segundo sencillo, lanzado también el año 2006, específicamente el 19 de diciembre de ese año, la espectación, hizo que la canción debutara rápidamente la última semana de enero de 2007 en la posición número 77 de la lista Billboard Hot 100 en los Estados Unidos, solo con descargas digitales convirtiéndose además en uno de los ingresos más altos de la semana a dicha lista, pero este sencillo fue relanzado el 17 de septiembre de 2007 con un video musical de por medio con gran recepción del público y con el lanzamiento masivo en radios, alcanzando así nuevos posicionamientos en diferentes listas mundiales incluyendo las Billboard en donde llegó a la casilla número 58. El tercer sencillo fue "Not Like That" lanzado solamente en Europa y Chile. Para mayo de 2008 se lanzó oficialmente el cuarto sencillo de su disco, la balada "Suddenly" en Alemania y como promoción televisiva en Brasil, esta canción fue la encargada de cerrar la era Headstrong'.
En noviembre de 2007, Tisdale lanzó un DVD musical llamado There's Something About Ashley. En octubre y noviembre de 2007 Ashley comenzó una pequeña gira de conciertos por distintas ciudades de Estados Unidos, en donde se presentó en varios centros comerciales de ese país con el fin de promocionar su disco y DVD, la gira se denominó Headstrong Tour Across America. El álbum fue certificado con la categoría Oro por la RIAA en Estados Unidos por vender más de 500.000 copias en ese país. En julio de 2008 su video musical para la canción "He Said She Said" se encontraba prenominado para los premios MTV Video Music Awards a realizarse el día 7 de septiembre de 2008, en la cual Tisdale figuró en las categorías "Best Female Video" (Mejor Video Femenino), además de considerarse que es el video más antiguo de la lista de votación, este se encontraba ubicado en el quinto puesto en reproducciones. El 25 de julio de 2008, se dieron a conocer las primeras nominaciones y a pesar de que Ashley estaba bien ubicada en los prenominados no alcanzó a estar en la lista oficial, Lo mismo ocurrió en las otras tres categoría en las cuales aparecía dentro de las opciones principales, "Best Pop Video" (Mejor Video Pop), "Best Dancing in a Video" (Mejor Video Bailable) y "Video of the Year" (Video del Año). Sin embargo ella formó parte del grupo de presentadores exclusivos de los premios según informó MTV, junto con Miley Cyrus, Lindsay Lohan, Michael Phelps, Ciara, Scarlett Johansson, entre otros.

### Edición limitada

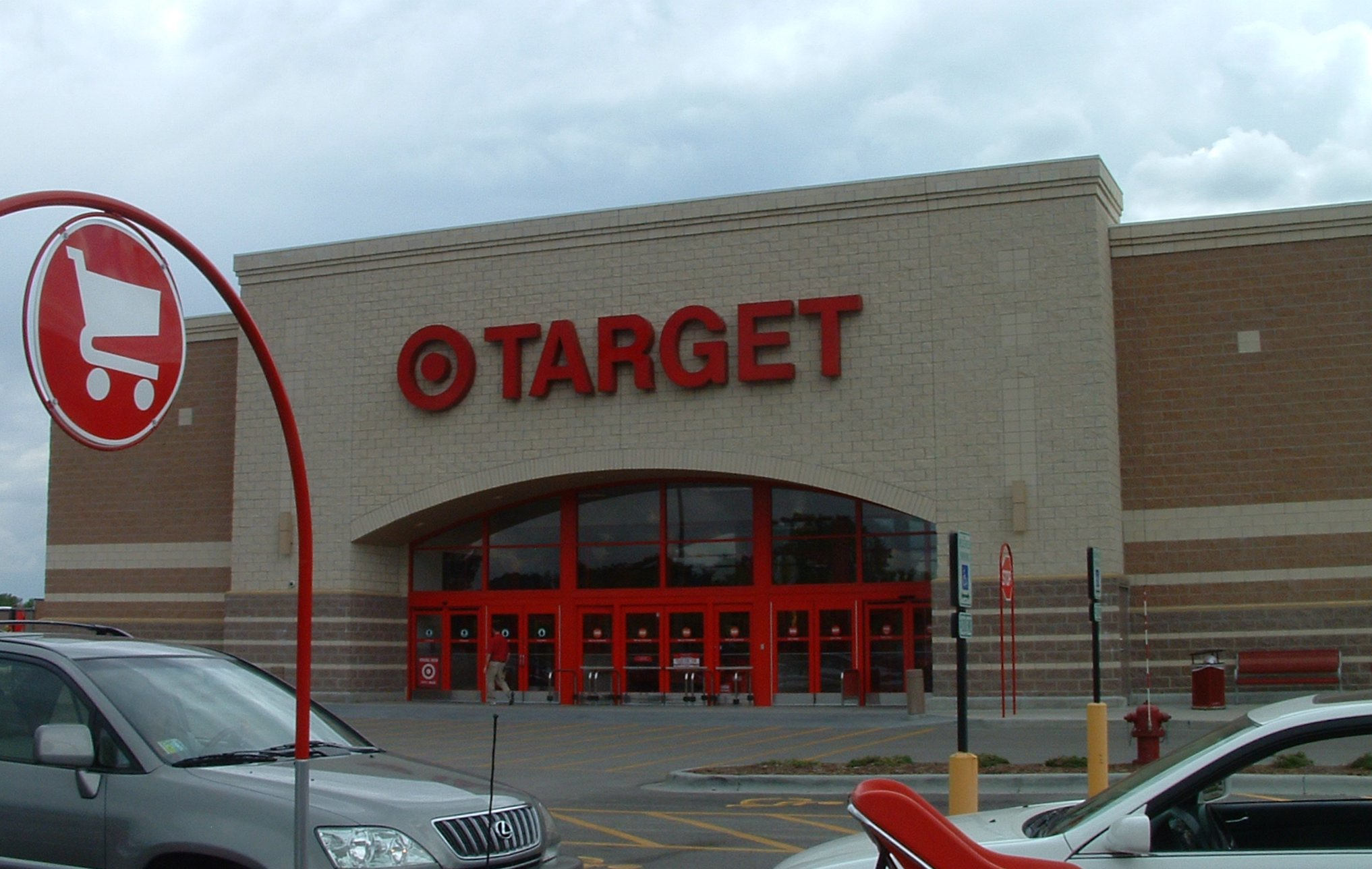
La tienda Target, vendió una edición especial del álbum.

El álbum fue relanzado por primera vez en diciembre de 2007, el cual consistía en una edición especial para Navidad de ese año, la edición Headstrong Holiday Edition, contenía la versión estándar del álbum con una carátula de color rosa, el DVD There's Something About Ashley en un formato digital especial, una exclusiva pulsera diseñada por la misma Tisdale y un póster, el cual estaba autografiado. Este paquete especial fue lanzado únicamente en los Estados Unidos y solo se podía encontrar disponible en las tiendas de Warner Bros. Records por un tiempo limitado. La segunda ocasión en donde el álbum fue editado en una edición especial limitada de lujo, fue en Alemania, durante junio de 2008. El álbum contenía todas las pistas originales, más canciones extras y el DVD There's Something About Ashley. El álbum poseía la misma carátula rosa usada en la edición navideña de Estados Unidos Headstrong Holiday Edition.

## Promoción

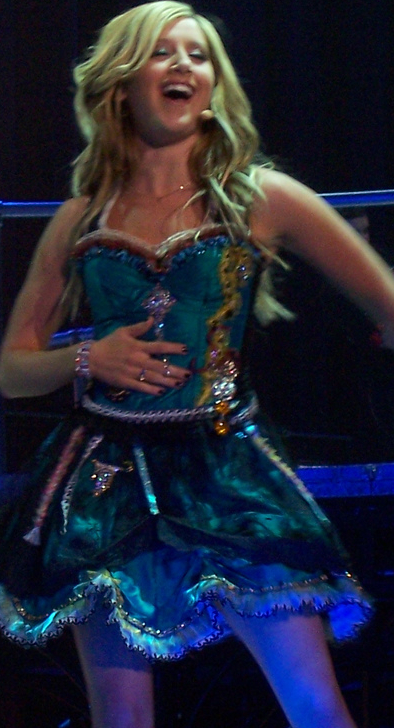
Tisdale presentando en vivo la canción "Headstrong".

Tisdale promocionó por primera vez su álbum en la gira de conciertos que realizó junto al resto de los integrantes de reparto de la película High School Musical por grandes estadios en diferentes ciudades de Estados Unidos, Canadá, Argentina, Chile, Brasil, Venezuela y México, la gira llevaba por nombre High School Musical: El Concierto, aquí junto a Vanessa Hudgens y Corbin Bleu, cantaron cada uno canciones de sus proyectos como solista, Tisdale presentó dentro del show sus canciones "He Said She Said", "Headstrong" y finalizaba con la balada "We'll Be Together". La canción "Be Good to Me" no fue presentada en esta gira de conciertos a pesar de que el video oficial para esta canción se desarrollara en el escenario y con el atuendo con el que Ashley Tisdale se presentaba en realidad, pero el video después se confirmó que fue grabado antes de la presentación en vivo de este show en la ciudad de Houston, Texas. Tras el lanzamiento del álbum el 6 de febrero de 2007, Ashley promovió su álbum en una gran cantidad de programas de TV, como en "Good Morning America", en donde presentó su primer sencillo "Be Good to Me". Luego en septiembre con la salida del video oficial para su segundo sencillo "He Said She Said", comenzó nuevamente la promoción de éste, presentándolo en vivo en varios programas de televisión como Good Morning America, TRL, The Ellen DeGeneres Show, Today Show, entre otros. El video musical de "He Said She Said" fue usado en los comerciales de zapatillas de la empresa Red by Mar Eckō en donde Tisdale es rostro oficial de la campaña, esta misma canción fue utilizada por los comerciales Degree Girl de la empresa de desodorantes Degree en Estados Unidos, en donde se mostraba a Tisdale realizando un concierto y cantando en vivo el dicho sencillo.

### Headstrong Tour Across América
El 14 de octubre de 2007, Tisdale comenzó su primera mini gira en solitario llamada Headstrong Tour Across America, la cual la llevó a visitar diferentes centros comerciales en varias ciudades en los Estados Unidos y estaba patrocinada por diferentes emisoras radiales y por la empresa de calzado Red by Mar Eckō. Ashley tenía pensado continuar con la gira durante el año 2008 específicamente en los meses de enero y febrero, pero debió suspender su agenda por las grabaciones de su cinta cinematográfica They Came From Upstairs la cual fue estrenada a principios de 2009. En los conciertos presentaba 3 canciones de su álbum "Headstrong", "Not Like That" y finalizaba con "He Said She Said", con esta mini gira de conciertos aprovechó de promocionar también su DVD There's Something About Ashley.

## Lista de canciones
| N.º   | Título                        | Productor         | Duración |  |
| 1.    | «So Much for You»             | The Matrix        | 3:05     |  |
| 2.    | «He Said She Said»            | Rotem             | 3:08     |  |
| 3.    | «Be Good to Me»               | Twin              | 3:33     |  |
| 4.    | «Not Like That»               | Twin              | 3:01     |  |
| 5.    | «Unlove You»                  | Roche             | 3:29     |  |
| 6.    | «Positivity»                  | Roche             | 3:44     |  |
| 7.    | «Love Me for Me»              | Emanuel Kiriakou  | 3:45     |  |
| 8.    | «Goin' Crazy»                 | Twin, Roche       | 3:09     |  |
| 9.    | «Over It»                     | Todd, Smith       | 2:54     |  |
| 10.   | «Don't Touch (The Zoom Song)» | Anders, Supaflyas | 3:11     |  |
| 11.   | «We'll Be Together»           | Mark Hammond      | 4:00     |  |
| 12.   | «Headstrong»                  | The Matrix        | 3:11     |  |
| 13.   | «Suddenly»                    | Roche             | 3:39     |  |
| 45:05 |                               |                   |          |  |

| Walmart exclusive |             |                   |          |  |
| N.º               | Título      | Producer(s)       | Duración |  |
| 1.                | «Intro»     | Jack D. Elliot    | 1:05     |  |
| 15.               | «Who I Am»  | Todd, Bass, Smith | 3:18     |  |
| 16.               | «It's Life» | Hammond           | 3:47     |  |

| Walmart exclusive (relanzamiento) |                                                             |                                          |          |  |
| N.º                               | Título                                                      | Producer(s)                              | Duración |  |
| 1.                                | «Intro»                                                     | Jack D. Elliot                           | 1:05     |  |
| 15.                               | «Who I Am»                                                  | Todd, Bass, Smith                        | 3:18     |  |
| 16.                               | «It's Life»                                                 | Hammond                                  | 3:47     |  |
| 17.                               | «Be Good to Me» (Scalfati From THC - Scalfonzo Pop Mixshow) | Twin (Original), Steven Scalfati (Remix) | 5:01     |  |

| iTunes and European bonus tracks |                                      |             |          |  |
| N.º                              | Título                               | Producer(s) | Duración |  |
| 14.                              | «I Will Be Me»                       | Todd, Smith | 3:16     |  |
| 15.                              | «He Said She Said» (Karaoke Version) | Rotem       | 3:08     |  |
| 16.                              | «Be Good to Me» (Karaoke Version)    | Twin        | 3:14     |  |

| Japan bonus track |                                                             |                                   |          |  |
| N.º               | Título                                                      | Producer(s)                       | Duración |  |
| 15.               | «Be Good to Me» (Scalfati From THC - Scalfonzo Pop Mixshow) | Twin (Original), Scalfati (Remix) | 5:01     |  |

Samples
- "Be Good To Me" contiene un sample no acreditado de "Feelgood Lies" del grupo de chicas Alemán No Angels, escrito por Pelle Ankarberg, Charlie Dore, Niclas Molinder, Maryann Morgan & Joacim Persson.
- "Don't Touch (The Zoom Song)" es un cover de the song "Zoom" escrita por Tata Young lanzado en 2006.[12]

## Recepción Crítica
Heather Phares de AllMusic calificó el álbum con 3 de 5 estrellas y comentó: "su voz es lo suficientemente agradable, pero no es especialmente distintiva, y ella no es ayudada por un lote de canciones que no son ni de lejos tan encantadoras como las melodías de High School Musical's. " Phares también dijo que aunque el álbum no ganaba teniendo en cuenta los compositores y productores de alto perfil involucrados, "está bien para cualquiera que sólo quiera escuchar más de Ashley Tisdale -- y no de Sharpay Evans  Jon Dolan, de Blender, dijo que Tisdale no importó su "enérgico" personaje de High School Musical en el álbum, y que incluso con la calidad de los productores, "ninguna zapatilla estilística encaja bien." Gary Graff de Billboard dijo que Tisdale fue, "a la escuela contemporary CHR de sus compañeras de Mouse Britney Spears y Christina Aguilera del primer álbum: un montón de canciones de baile cargadas de sintetizadores, con mucho ritmo y voces en capas" que variaban entre "came-hithers" e "himnos de autoafirmación. " Graff comentó: "Tendrá que desarrollar una identidad más definida antes de ganarse de verdad nuestro afecto"." James Ross de The Arizona Daily Wildcat elogió las canciones movidas del álbum pero criticó las baladas, comentando que da en el clavo en las canciones movidas, mientras que en las baladas, "Cualquier fan de Musical sabe que Tisdale puede cantar una, pero esto no es evidente en el álbum. "

## Sencillos

### Be Good to Me
"Be Good To Me" es el primer sencillo oficial del álbum de Ashley Tisdale Headstrong. Esta canción fue estrenada por "AOL Music" el 22 de diciembre de 2006. El 25 de diciembre del mismo año debutó en "Radio Disney" y el 9 de enero de 2007 fue lanzada en iTunes, logró debutar en el Billboard Hot 100 en la posición #92 y para luego alcanzar su más alta ubicación en esa lista, el lugar #80. La canción es interpretada junto al cantante, rapero y productor David Jassy.
La canción logró debutar en Estados Unidos a la semana después de ser agregado en iTunes en el mes de enero de 2007 en la lista Billboard Hot 100 en la posición número 92 para luego alzarse hasta la posición número 80, luego de esto sin mayor promoción más que un par de presentaciones en vivo en programas como Good Morning America o Live with Regis and Kelly, la canción salió rápidamente del top 100. El sencillo también logró encumbrarse en posiciones de avanzada en países como Brasil, Venezuela y Chile. La canción nunca fue realizada oficialmente como sencillo en Europa y Australia, por lo cual fue el sencillo de presentación de Headstrong solo en América.

### He Said She Said
"He Said She Said" es el segundo y más exitoso sencillo del álbum de Ashley Tisdale Headstrong. Este fue coescrito por el gran escritor/productor de canciones Jonathan "JR" Rotem (que trabajó con Britney Spears, Destiny's Child, Rihanna), Evan "Kidd" Bogart (Rihanna), y Ryan "Alias" Tedder (Jennifer Lopez). A pesar de que el sencillo fue lanzado el 12 de diciembre de 2006, la canción ya había sido infiltrada en su versión completa en Internet el 10 de diciembre del mismo año. La canción lleva ya más de un año en rotación radial en varias partes del mundo, por lo cual es uno de los sencillos con el más largo periodo de realización. Esta canción también fue utilizada en una parte de la película "Cloverfield".
El sencillo en su primera realización en diciembre de 2006, logró debutar #77 en el Billboard Hot 100 de Estados Unidos y posicionarse en las diferentes listas de Australia, Chile, Taiwán, México y Canadá.
En Latinoamérica fue uno de los lugares en donde Ashley Tisdale con este tema logró más éxito, al lograr colocarlo en el Top de radial de varios países de la Región.
En su relanzamiento en septiembre del 2007 inmediatamente después de debutar con su video oficial de la canción, este incremento paulatinamente las descargas digitales, además de ser lanzado en países europeos como UK, Irlanda, Austria y Alemania en este último logró estar dentro del Top 20 de ese país.

### Not Like That
"Not Like That" es el tercer sencillo oficial del álbum Headstrong de Ashley Tisdale. El sencillo fue lanzado el 25 de enero de 2008, en Alemania y el 20 de agosto de 2008 en Brasil. Este sencillo jamás fue realizado oficialmente en los Estados Unidos, sin embargo el CD-Single fue lanzado a la venta vía Amazon el 5 de febrero de 2008 en ese país.. Warner Bros. Records en un comunicado de prensa explicando que el sencillo es exclusivo para Europa y más tarde en Chile y Brasil.
La canción fue realizada oficialmente solo en Invierno de Europa, logrando en este continente un regular éxito en países como Alemania, Suiza y Austria logró posicionarse en lugar más de avanzada en las listas musicales, sin embargo por la escasa promoción realizada la canción no logró permanecer mucho tiempo en las listas europeas. El 21 de abril de 2008, la canción fue lanzada en Radio como tercer sencillo oficial de Tisdale en Chile, logran ubicarse en la posición número 23 en el Top 100 Singles de ese país.

### Suddenly
"Suddenly" es el cuarto sencillo de la cantante pop Ashley Tisdale, perteneciente a su álbum debut Headstrong. Fue lanzado el 2 de mayo de 2008 en Alemania, luego de "Not Like That", también fue lanzado como sencillo promocional para televisión en Brasil. En la canción se pueden observar la participación de violines y otros instrumentos que le dan al sencillo un toque suave y melodioso, es por esto que se caracteriza por ser una de las baladas más potentes del disco. El sencillo con un mediocre rendimiento en las listas musicales, solo logró ubicarse en la posición número 45 en Alemania en donde fue mayormente promocionada.

## Rendimiento comercial
El álbum Headstrong rápidamente debutó en el lugar número cinco del Billboard 200 de los discos más vendidos y solicitados en los Estados Unidos con 68,000 copias en la primera semana de realización, en las semanas siguientes bajó rápidamente debido a la nula promoción que tuvo en ese momento, por lo cual se culpa a la disquera de una mala decisión de lanzar el disco en fechas en donde Tisdale no podía realizar la promoción adecuada, aun así el álbum se vendió bien en diferentes partes del mundo. Llegando a estar número 14 en la lista mundial de discos, convirtiéndose en el tercer debut más alto de la semana.
En Latinoamérica alcanzó un éxito moderado, países como Brasil, Argentina, Uruguay, Venezuela y México.

### Posicionamiento en listas
| País/Continente | Lista musical        | Primera semana | Posición de ingreso | Mejor posición | Semanas en la mejor posición | Semanas en la lista musical | Última semana |
| --------------- | -------------------- | -------------- | ------------------- | -------------- | ---------------------------- | --------------------------- | ------------- |
| América         |                      |                |                     |                |                              |                             |               |
| Argentina       | Top 20 Albums        | 26-02-2007     | 7                   | 7              | 1                            | 3                           | 12-03-2007    |
| Brasil          | Top 30 Albums        | 05-03-2007     | 1                   | 1              | 1                            | 12                          | 21-05-2007    |
| Canadá          | Top 50 Albums        | 17-02-2007     | 13                  | 13             | 1                            | 3                           | 03-03-2007    |
| Chile           | Top 40 Albums        | 05-05-2007     | 8                   | 6              | 2                            | 16                          | 18-08-2007    |
| Estados Unidos  | Billboard 200        | 24-02-2007     | 5                   | 5              | 1                            | 33                          | 16-02-2008    |
| Estados Unidos  | Top Internet Albums  | 24-02-2007     | 5                   | 5              | 1                            | 1                           | 24-02-2007    |
| Estados Unidos  | Comprehensive Albums | 24-02-2007     | 5                   | 5              | 1                            | 33                          | 16-02-2008    |
| Perú            | Top 20 Albums        | 28-06-2007     | 20                  | 20             | 1                            | 1                           | 28-06-2007    |
| México          | Top 100 Albums       | 05-03-2007     | 42                  | 29             | 1                            | 14                          | 04-06-2007    |
| Uruguay         | Top 20 Albums        | 14-06-2007     | 19                  | 8              | 1                            | 7                           | 02-09-2007    |
| Venezuela       | Top 40 Albums        | 21-07-2007     | 12                  | 12             | 1                            | 8                           | 08-09-2007    |
| Europa          |                      |                |                     |                |                              |                             |               |
| Alemania        | Top 100 Albums       | 10-12-2007     | 42                  | 33             | 1                            | 23                          | 01-06-2008    |
| Austria         | Top 75 Albums        | 07-12-2007     | 33                  | 21             | 1                            | 17                          | 01-08-2008    |
| Irlanda         | Top 75 Albums        | 18-10-2007     | 22                  | 16             | 1                            | 13                          | 10-01-2008    |
| Suiza           | Top 100 Albums       | 10-02-2008     | 98                  | 98             | 1                            | 1                           | 10-02-2008    |
| Reino Unido     | UK Albums Chart      | 27-10-2007     | 155                 | 155            | 1                            | 1                           | 27-10-2007    |
| Asia            |                      |                |                     |                |                              |                             |               |
| Japón           | Top 100 Albums       | 07-12-2007     | 25                  | 9              | 2                            | 19                          | 15-08-2008    |
| Taiwán          | Top 10 Albums        | 07-12-2007     | 6                   | 4              | 3                            | 17                          | 01-08-2008    |
| Oceanía         |                      |                |                     |                |                              |                             |               |
| Australia       | Top 50 Albums        | 16-04-2007     | 8                   | 8              | 1                            | 1                           | 16-04-2007    |
| Nueva Zelanda   | Top 40 Albums        | 20-08-2007     | 22                  | 22             | 1                            | 3                           | 10-09-2007    |
| Mundo           | Top 40 Albums        | 2-02-2007      | 14                  | 14             | 1                            | 3                           | 09-03-2007    |

## Certificaciones
| País           | Proveedor | Año  | Certificación básica | Cantidad de veces brindada | Simbolización | Ventas certificadas |
| América        |           |      |                      |                            |               |                     |
| Argentina      | CAPIF     | 2007 | Oro                  | 1                          | ●             | 25,000              |
| Brasil         | ABPD      | 2008 | Oro                  | 1                          | ●             | 70,000              |
| Estados Unidos | RIAA      | 2008 | Oro                  | 1                          | ●             | 500,000             |
| Europa         |           |      |                      |                            |               |                     |
| Alemania       | IFPI      | 2008 | Oro                  | 1                          | ●             | 110,000             |
| Irlanda        | IRMA      | 2007 | Oro                  | 1                          | ●             | 9,500               |

## Detalles de lanzamientos
El álbum se editó primeramente en Estados Unidos y Canadá de forma simultánea. Posteriormente gracias al gran éxito de las series de High School Musical, se decidió editar rápidamente el álbum en los países de habla hispana además de Brasil, en donde el fenómeno ha golpeado fuertemente.
Luego se agregó a las tiendas de España y Australia, para a mediados de Año ser lazando oficialmente en países europeos como Inglaterra, Alemania y de Asia como Japón y Taiwán.
| País           | Fecha                 | Discográfica            | Formato                  |
| -------------- | --------------------- | ----------------------- | ------------------------ |
| Estados Unidos | 6 de febrero de 2007  | Warner Bros. Records    | CD + DVD/Holiday Edition |
| Canadá         | 6 de febrero de 2007  | WEA International Music | CD + DVD                 |
| Uruguay        | 22 de marzo de 2007   | WEA International Music | CD + DVD                 |
| Argentina      | 19 de febrero de 2007 | WEA International Music | CD + DVD                 |
| Singapur       | 20 de febrero de 2007 | WEA International Music | CD                       |
| Brasil         | 27 de febrero de 2007 | WEA International Music | CD + DVD                 |
| México         | 5 de marzo de 2007    | WEA International Music | CD                       |
| Australia      | 7 de abril de 2007    | WEA International Music | CD                       |
| España         | 10 de abril de 2007   | WEA International Music | CD                       |
| Reino Unido    | 2007                  | WEA International Music | CD                       |

## Créditos

### Personal
- Cantante: Ashley Tisdale.
- Respaldo Vocal: Ashley Tisdale, Jack D. Elliot, Keely Pressly, The Matrix, Kara DioGuardi, David Jassy, Victoria Sandstorm, Tahnii Marquis, Windy Wagner, Bryan Todd, Tata Young, Marissa Pontecorvo, Lanae` Hale.
- Teclado: Rasmus Billie Bähncke.
- Bajo: Adam Anders.
- Guitarra: Adam Anders, Emanuel Kiriakou, Joacim Persson.

### Producción
| - Productor ejecutivo: Lori Feldman, Tom Whalley - Producción: Jonathan "J.R." Rotem, The Matrix, Kara DioGuardi, Bryan Todd, Guy Roche, Twin for Redfly, Scott Spock, Shelly Peike. - Producción Vocal: Adam Anders, Nikki Hassman. - Mastering: Chris Gehringer. - Asistente de Mastering: Will Quinnell. - Ingenieros: Adam Anders , Rasmus Billie Bähncke, Dushyant Bhakta, Stuart Brawley, Steve Churchyard, Joe Corcoran, Dave Dillbeck, Kara DioGuardi, Chris Holmes, Emanuel Kiriakou, Alan Mason, The Matrix, Greg Ogan and Twin. - Asistente de Ingeniería: Tom Bender, Cliff Lin. - Ejecutivo de A&R: Tommy Page. - Administrador de A&R: Tommy Page. | - Fotografía: Mark Liddell. - Dirección de arte: Ellen Wakayama. - Diseño: Julian Peploe. |